# Batalha Centro de Cinema
O Cinema Batalha é uma sala de espectáculos localizada na Praça da Batalha, na cidade do Porto, em Portugal. 

## Origens
O Salão High-Life, criado em 1906, que ficava originalmente na Feira de São Miguel, onde hoje se encontra a Rotunda da Boavista, e já se tinha relocalizado uma vez para o Jardim da Cordoaria, instala-se permanentemente na Praça da Batalha em 1908, com o nome Novo Salão High-Life. É o primeiro cinema a exibir sessões abertas ao público, da responsabilidade de Manuel da Silva Neves e Edmond Pascaud, que iriam criar a empresa Neves & Pascaud, a qual teria um papel de grande relevo na difusão da exibição cinematográfica no Porto. Designado como Cinema Batalha desde 1913, é em 1944 que se dão as obras de demolição do edifício do cinema original e a construção do novo Cinema Batalha, que é inaugurado a 3 de junho de 1947.

### Contexto histórico
A partir da década de 1930, Portugal vive o regime do Estado Novo, que dá origem a um desfasamento cronológico e ideológico entre as vanguardas artísticas europeias e a arte portuguesa. A linguagem arquitectónica imposta por este regime enfatiza o nacionalismo e pretende o uso da iconografia popular e da monumentalidade. 

## Arquitectura
O projecto do novo edifício, pelo arquitecto Artur Andrade, tem um ante-projecto em 1942, uma segunda versão em 1944 e o desenho final, concebido em 1945 e completado em 1947. A versão final é uma evolução de um desenho de raiz Déco para um de formas dinâmicas, fruto de imposições da Câmara Municipal do Porto (CMP) e de decisões do autor, que tira proveito das capacidades dos materiais (nomeadamente betão e vidro), e mostra influências do Estilo internacional. A sala principal tem 950 lugares distribuídos pela plateia (346), tribuna (222) e balcão (382).
O Cinema integra arquitectura, escultura e pintura mural, aqui conotadas com a arte cinematográfica. Estas obras de arte que vão acentuar o seu carácter polémico - obras de Júlio Pomar (frescos nos foyers), Augusto Gomes (alto relevo na sala principal), António Sampaio (pintura na escadaria de acesso), Américo Soares Braga (baixo relevo na fachada) e Arlindo Rocha (escultura da deusa romana Flora no foyer de acesso à Tribuna), na sua maioria de carácter Neorrealista, algumas das quais irão ser objecto de censura.

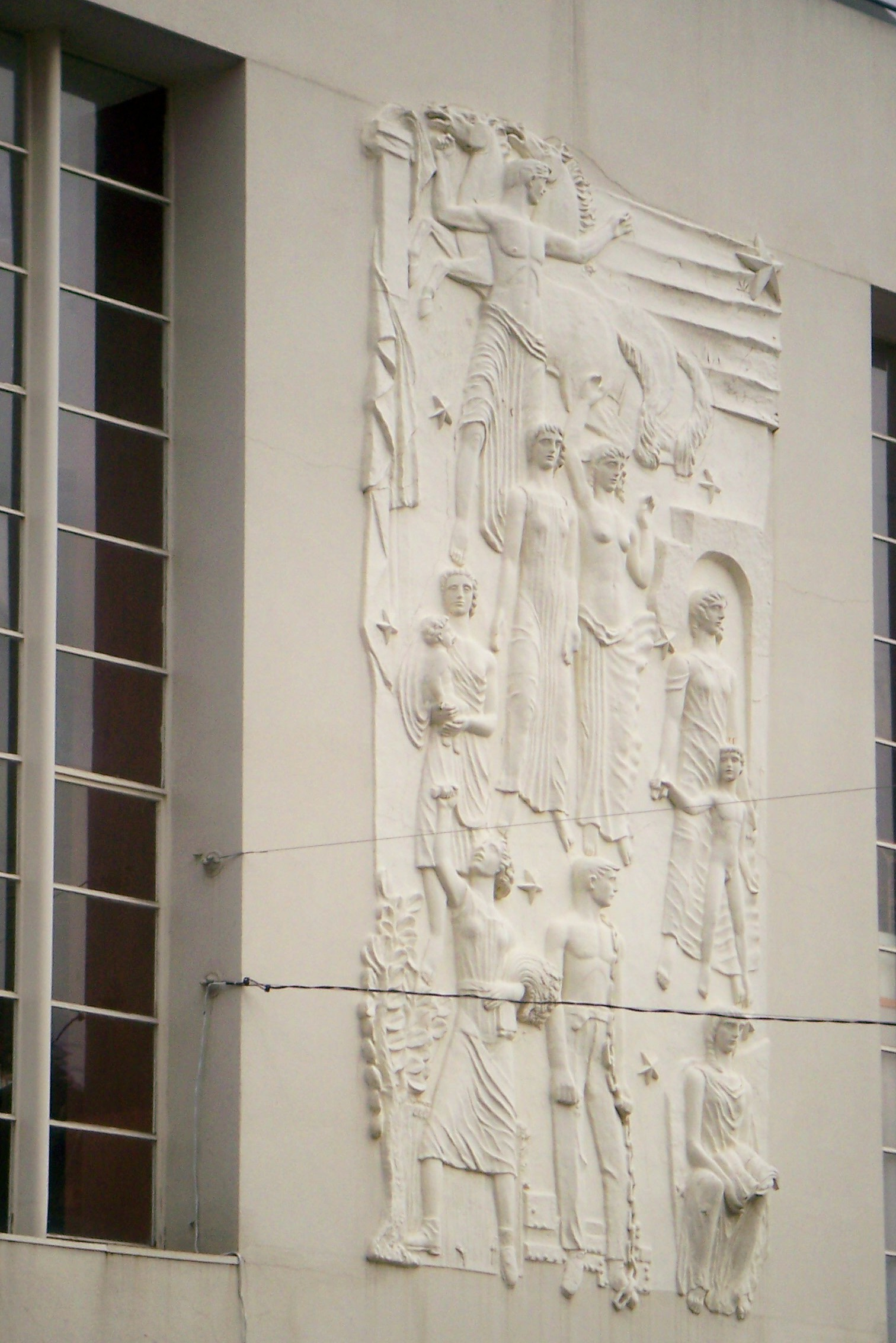
Baixo relevo da autoria de Américo Soares Braga, parcialmente destruído.

### Polémica e censura
Aquando da inauguração do edifício, um de dois frescos de Júlio Pomar, alusivo às festas de São João do Porto, está inacabado. Isto deve-se ao artista estar preso por oposição ao regime salazarista, e por esse motivo só completa os frescos em Outubro do mesmo ano. Em Junho de 1948, Luís de Pina, que exerce as funções de Presidente da CMP, ordena que os frescos sejam ocultados, e que o baixo-relevo da autoria de Américo Soares Braga seja alterado para remover uma foice e um martelo a uma ceifeira e a um operário, respectivamente.

## Programa cultural
A programação da sessão inaugural é feita por Luís Neves Real, e homenageia grandes cineastas nacionais e estrangeiros, tendo como filme de abertura o documentário Douro, Faina Fluvial (1931) do realizador Manoel de Oliveira. O cinema está também ligado à criação do Cineclube do Porto, que aí realiza regularmente sessões e ciclos de cinema.

### Sala Bebé
A Revolução de 25 de Abril de 1974 traz consigo o fim da censura, e um grande influxo de filmes internacionais comerciais, o que aliado à moda europeia dos cinemas-estúdio (salas de menor dimensão e lotação) leva a que a empresa Neves & Pascaud construa um cinema-estúdio na cave do Cinema Batalha, onde antes existia um espaço de cafetaria. A Sala Bebé é inaugurada a 9 de junho de 1976 e tem capacidade para 135 lugares. 

### Anos 80 e 90 - o declínio
A abertura de um grande número de salas de cinema na cidade do Porto (como o Cinema Charlot no Centro Comercial Brasília, o Cinema Pedro Cem, e duas salas no centro comercial Stop) levam a uma gradual perda de espectadores. Na década de 1990, a construção de grandes centros comerciais que incluem cinemas multiplex leva ao abandono rápido dos cinemas tradicionais por parte do público. A última sessão do Cinema Batalha com grande presença do público é a estreia do filme Titanic em 1998. O Cinema fecha finalmente em Agosto de 2000, por falta de rentabilidade.

### Porto 2001
Meses depois do encerramento, a CMP arrenda o Cinema e anuncia um projecto de reabilitação com o propósito de integrar a programação da Capital Europeia da Cultura e mais tarde do Fantasporto, o que não virá a realizar-se.

### Reabertura e Comércio Vivo
Volta a abrir ao público em Maio de 2006, por concessão ao Gabinete Comércio Vivo, um ramo da Associação de Comerciantes do Porto. Abre como um espaço cultural sob a gerếncia de Laura Rodrigues, filha do arquitecto Artur Andrade. O imóvel inclui diversas valências como bar, restaurante, sala principal com 935 lugares, e a Sala Bebé com pouco mais de 100 lugares.
O Comércio Vivo foi criado para gerir os cinco milhões de euros disponibilizados pelo grupo Amorim para compensar os comerciantes pela inclusão de um shopping no Plano de Pormenor das Antas.
Em 31 de Dezembro de 2010, chegado ao fim o contrato de gestão, o Gabinete Comércio Vivo não o renovou, alegando graves prejuízos.

### Monumento de Interesse Público
Em 2012 é classificado como monumento de interesse público, e a partir daí é utilizado para eventos pontuais, como o TEDx Porto (2014), o OFFF Porto (2015) e o Desobedoc (2016 e 2017), entre outros. 

### Batalha Centro de Cinema
Em janeiro de 2017 é anunciado que o Cinema Batalha está arrendado à CMP por 25 anos, por uma mensalidade de dez mil euros. O imóvel será utilizado para a instalação de um cinema municipal e para a promoção de um projeto cultural, que passa a integrar salas de exibição, de estudo e investigação.
Em julho de 2017, a Câmara anuncia as obras de reabilitação do Cinema Batalha, que têm início em 2019. O investimento é estimado em cerca de dois milhões de euros para obras, para o equipamento e mobiliário 500 mil euros, e para funcionamento, manutenção e recursos humanos de 550 mil euros anuais; a programação ficará por 250 mil euros anuais. O projeto de arquitetura fica a cargo do Atelier 15, dos arquitetos Alexandre Alves Costa e Sérgio Fernandez. A sua abordagem é de aplicar uma solução dinâmica que crie um equipamento integrado.
O novo cinema oferece duas salas de projecção para exibição de formatos digitais e analógicos: a Sala Grande (341 lugares) e a Sala Estúdio - no segundo balcão da sala principal original (126 lugares). A Sala Bebé torna-se num espaço polivalente e dá-se a recuperação do antigo salão de chá. O Centro inclui ainda um espaço de galeria dedicado às artes visuais, uma biblioteca especializada em cinema e ainda uma mediateca dedicada ao património fílmico da cidade do Porto, e equipamentos que permitam acesso a pessoas de mobilidade reduzida. Na cobertura do edifício é instalada uma esplanada. 
A morte de Júlio Pomar em 2018 frustra a intenção de re-executar os frescos do pintor, que ele estaria disposto a fazer. As sucessivas camadas de tinta aplicadas desde 1948 punham em dúvida a possibilidade da sua recuperação, no entanto estes são descobertos sob sete camadas e recuperados.
A pandemia de COVID-19 atrasa a inauguração do novo Batalha Centro de Cinema, que abre finalmente ao público em 9 dezembro de 2022, sob direcção artística de Guilherme Blanc. O edifício recebe este nome por não se restringir à exibição de filmes e se distinguir de outros espaços de exibição de cinema não-comercial no Porto.

## Eventos
- 8 de Março de 2014: TEDxOporto, sob o tema "À Flor da Pele".